# Katakura Murakiyo
Katakura Murakiyo est un nom japonais traditionnel ; le nom de famille (ou le nom d'école), Katakura, précède donc le prénom (ou le nom d'artiste).
Katakura Murakiyo (片倉村廉, fl. 1743) est un samouraï japonais de l'époque d'Edo. Important obligé du domaine de Sendai, il est le premier connu sous le nom de « Kagehiro » (景寛). Murakiyo est le huitième Katakura kojūrō.

## Référence
- (en) Cet article est partiellement ou en totalité issu de l’article de Wikipédia en anglais intitulé « Katakura Murakiyo » (voir la liste des auteurs).